# Chance Pe Dance
Pour plus de détails, voir Fiche technique et Distribution.
Chance Pe Dance est un film réalisé par Ken Ghosh, sorti en 2010.

## Synopsis
Ce film raconte l'aventure d'un jeune homme, Sammer Behl (Shahid Kapoor), qui veut devenir un grand acteur mais il n'a jamais eu de chance, partout où il se présentait.

## Fiche technique
- Titre : Chance Pe Dance
- Titre original : चांस पे डांस
- Réalisation : Ken Ghosh
- Scénario : Nupur Asthana et Ken Ghosh
- Musique : Adnan Sami et Sandeep Shirodkar
- Photographie : Hari K Vedantam
- Montage : Shaju Chandran
- Production : Ronnie Screwvala
- Société de production : UTV Motion Pictures
- Pays de production :  Inde
- Genre : Comédie dramatique et film musical
- Durée : 122 minutes
- Dates de sortie : 
  - Inde : 15 janvier 2010

## Distribution
- Shahid Kapoor : Sameer Behl
- Genelia D'Souza : Tina Sharma
- Mohnish Behl : Rajeev Sharma
- Satish Shah : le principal de l'école
- Parikshit Sahni (en) : M. Behl
- Vikas Bhalla : Gaurav
- Prince Rodde : Bunty
- Kurush Deboo : Kershi, le propriétaire de Sameer
- Zain Khan : le frère de Tina